# クリスティアン・ボラーニョス
クリスティアン・ボラーニョス（Christian Bolaños Navarro, 1984年5月17日 - ）は、コスタリカ出身の元サッカー選手。現役時代のポジションはミッドフィルダー。

## 経歴
FIFAクラブ世界選手権2005にデポルティーボ・サプリサの選手として、2006 FIFAワールドカップではコスタリカ代表として出場した。FIFAクラブ世界選手権の1回戦では、三浦知良が出場していたシドニーFCから、直前に亡くなった父に捧げるゴールをし涙を流した。
クラブ世界選手権での活躍を間近で見たリヴァプールFCは獲得を打診し、2006年にはチャールトン・アスレティックFCへのレンタル移籍の契約が1度は決まったが、実現しなかった。2007年から2014年までは北欧のクラブでプレー。2016年にバンクーバー・ホワイトキャップスに移籍した。

## 代表歴

### 出場大会
- コスタリカ代表
  - 2006 FIFAワールドカップ
  - 2014 FIFAワールドカップ
  - 2018 FIFAワールドカップ

### 試合数
- 国際Aマッチ 87試合 6得点（2005年-2021年）[1]

| コスタリカ代表 | 国際Aマッチ | 国際Aマッチ |
| 年             | 出場        | 得点        |
| -------------- | ----------- | ----------- |
| 2005           | 12          | 1           |
| 2006           | 6           | 0           |
| 2007           | 4           | 0           |
| 2008           | 1           | 0           |
| 2009           | 8           | 0           |
| 2010           | 2           | 0           |
| 2011           | 8           | 0           |
| 2012           | 4           | 1           |
| 2013           | 8           | 0           |
| 2014           | 7           | 0           |
| 2015           | 2           | 0           |
| 2016           | 10          | 4           |
| 2017           | 8           | 0           |
| 2018           | 4           | 0           |
| 2019           | 2           | 0           |
| 2020           | 0           | 0           |
| 2021           | 1           | 0           |
| 通算           | 87          | 6           |